# Pharmacie Malard

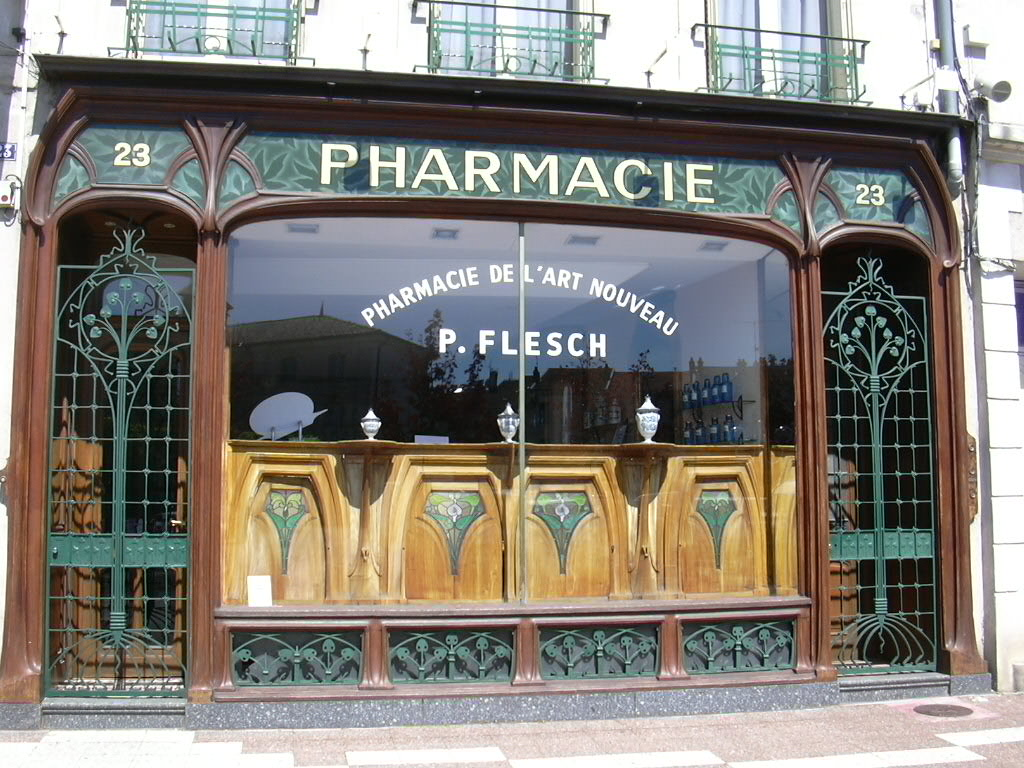
Schaufenster

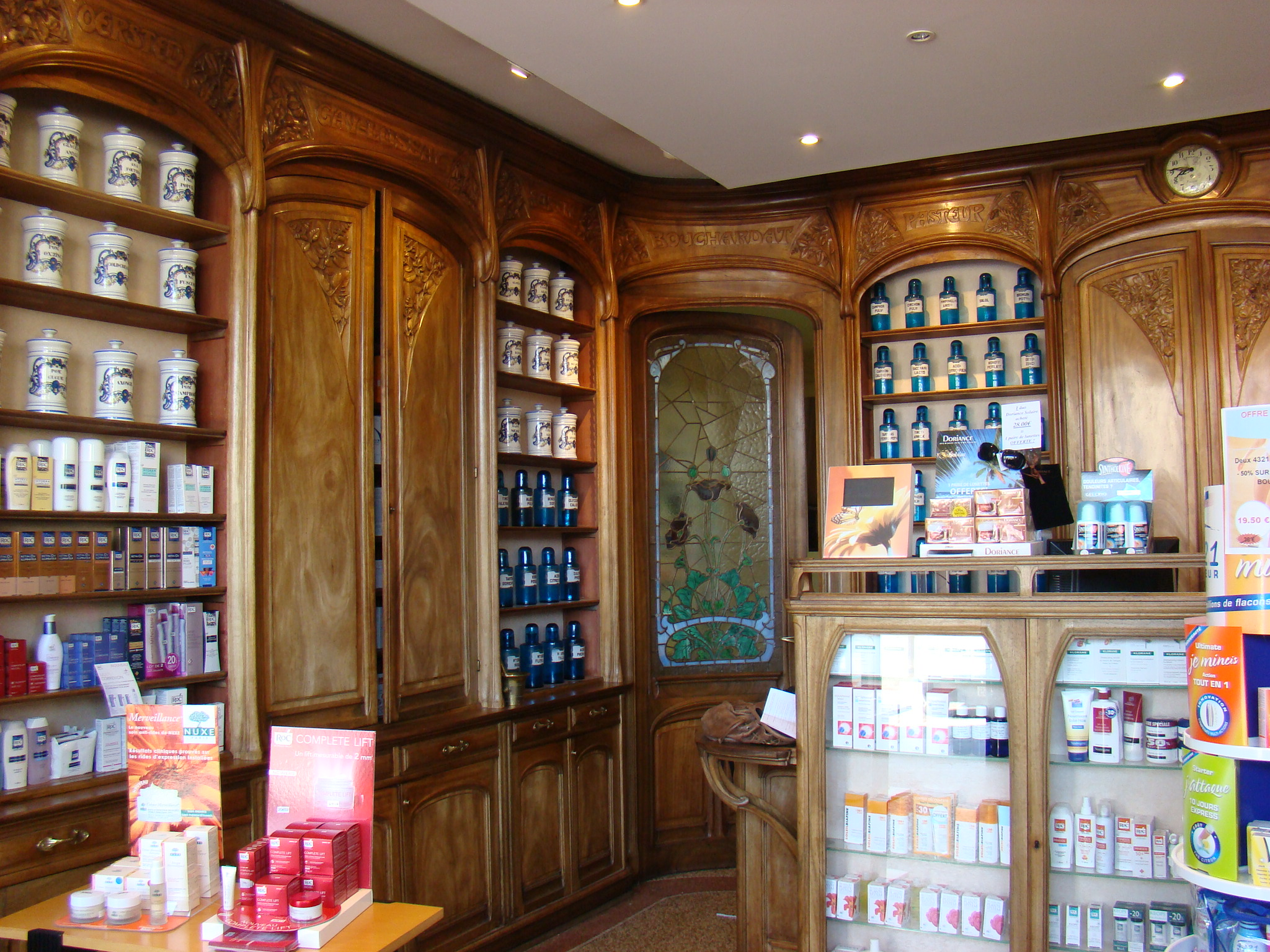
Innenansicht

Die Pharmacie Malard in Commercy, einer französischen Stadt im Département Meuse in der Region Grand Est, wurde 1907 in einem Gebäude aus dem 19. Jahrhundert eingerichtet. Die Apotheke mit der Adresse Place Charles-de-Gaulle Nr. 23 steht seit 1998 als Monument historique auf der Liste der Baudenkmäler in Frankreich.
Die Ladenfassade wurde nach Entwürfen von Eugène Vallin (1856–1922) gestaltet. Die Innenausstattung wurde vom Kunsttischler Charles Fridrich und die Türverglasungen mit Motiven von Heilpflanzen von Joseph Janin (1851–1910) aus Nancy geschaffen.
Rechts und links außen sowie unter dem Schaufenster sind schmiedeeiserne Gitter in Formen des Jugendstils zu sehen. Der Innenraum ist komplett mit Holzschränken und -vertäfelungen ausgestattet.
Die Kasse und die Ladentheke aus Holz, Messing und Glas, die ebenfalls von Eugène Vallin ausgeführt wurden, stehen auf der Liste der geschützten Objekte In Frankreich.